# Salduba lugubris
Salduba lugubris är en tvåvingeart som beskrevs av Walker 1861. Salduba lugubris ingår i släktet Salduba och familjen vapenflugor. Inga underarter finns listade i Catalogue of Life.